# Blackout – Ein Detektiv sucht sich selbst
Blackout – Ein Detektiv sucht sich selbst (Alternativtitel: Blackout – Und täglich grüßen die Ganoven; Originaltitel: Clean Slate) ist eine US-amerikanische Kriminalkomödie aus dem Jahr 1994. Regie führte Mick Jackson, das Drehbuch schrieb Robert King.

## Handlung
Der Privatdetektiv Maurice L. Pogue soll in einem Prozess gegen einen Mafioso aussagen. In seiner Nähe ereignet sich eine Explosion, worauf er sein Kurzzeitgedächtnis verliert. An jedem Tag hat er nach dem Aufwachen keine Erinnerungen an den Vortag. Pogue erinnert sich lediglich an seinen Auftrag – die Suche einer wertvollen Münze. Als Abhilfe nimmt er täglich eine Zusammenfassung der Ermittlungen auf einem Tonbandgerät auf und hört am nächsten Morgen die Aufnahme ab.

## Kritiken
James Berardinelli schrieb auf ReelViews, das Drehbuch beinhalte einige witzige Momente, jedoch nur ein Teil der Gags würde funktionieren. Die Besetzung sei „solide“; den Hauptcharakter könne man dank Dana Carvey mögen. Das nicht zufriedenstellende Ergebnis sei dennoch eine vertane Chance („the lackluster results speak of a wasted opportunity“).
Die Redaktion von Cinema bezeichnete den Film als einen „einfallsreiche[n] Spaß“.
Das Lexikon des internationalen Films schrieb: „Eine Action-Komödie, die das reizvolle Wiederholungsschema des Films ‚Und täglich grüßt das Murmeltier‘ variiert.“

## Hintergründe
Der Film wurde in Los Angeles und in Santa Monica gedreht. Er spielte in den Kinos der USA ca. 7,5 Millionen US-Dollar ein. In einigen Ländern wie Großbritannien wurde er direkt auf Video veröffentlicht.